# Glatte Segge
Die Glatte Segge (Carex laevigata) ist eine Pflanzenart aus der Gattung der Seggen (Carex) innerhalb der Familie der Sauergrasgewächse (Cyperaceae).

## Beschreibung

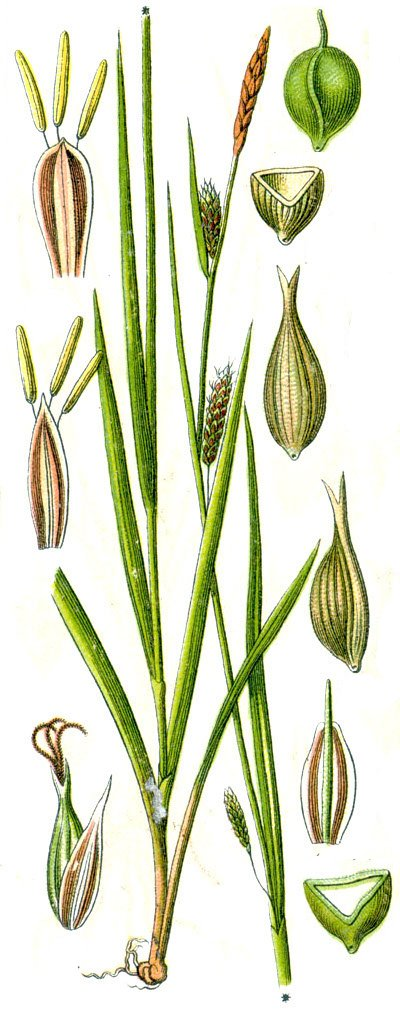
Illustration

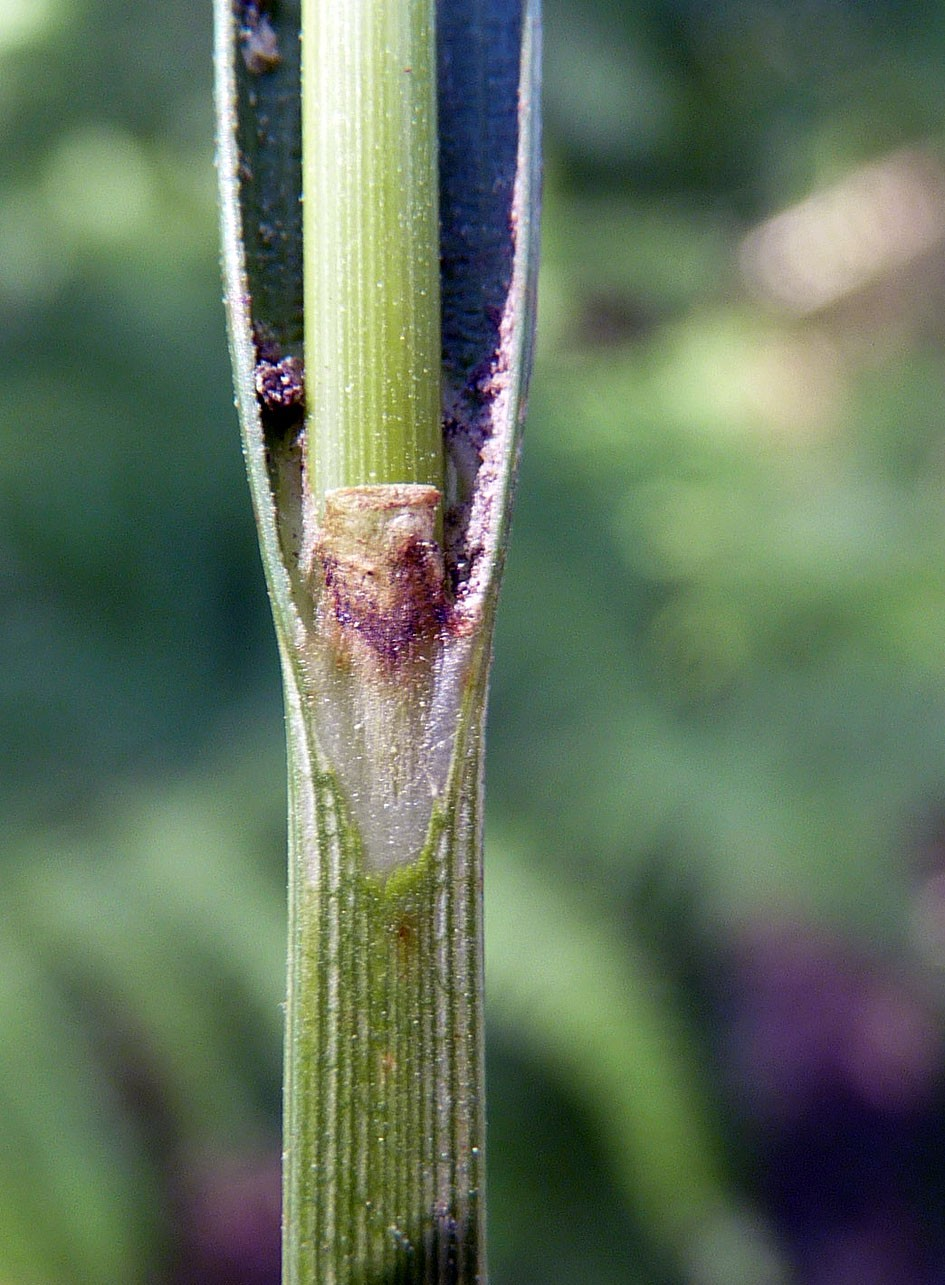
Blatthäutchen

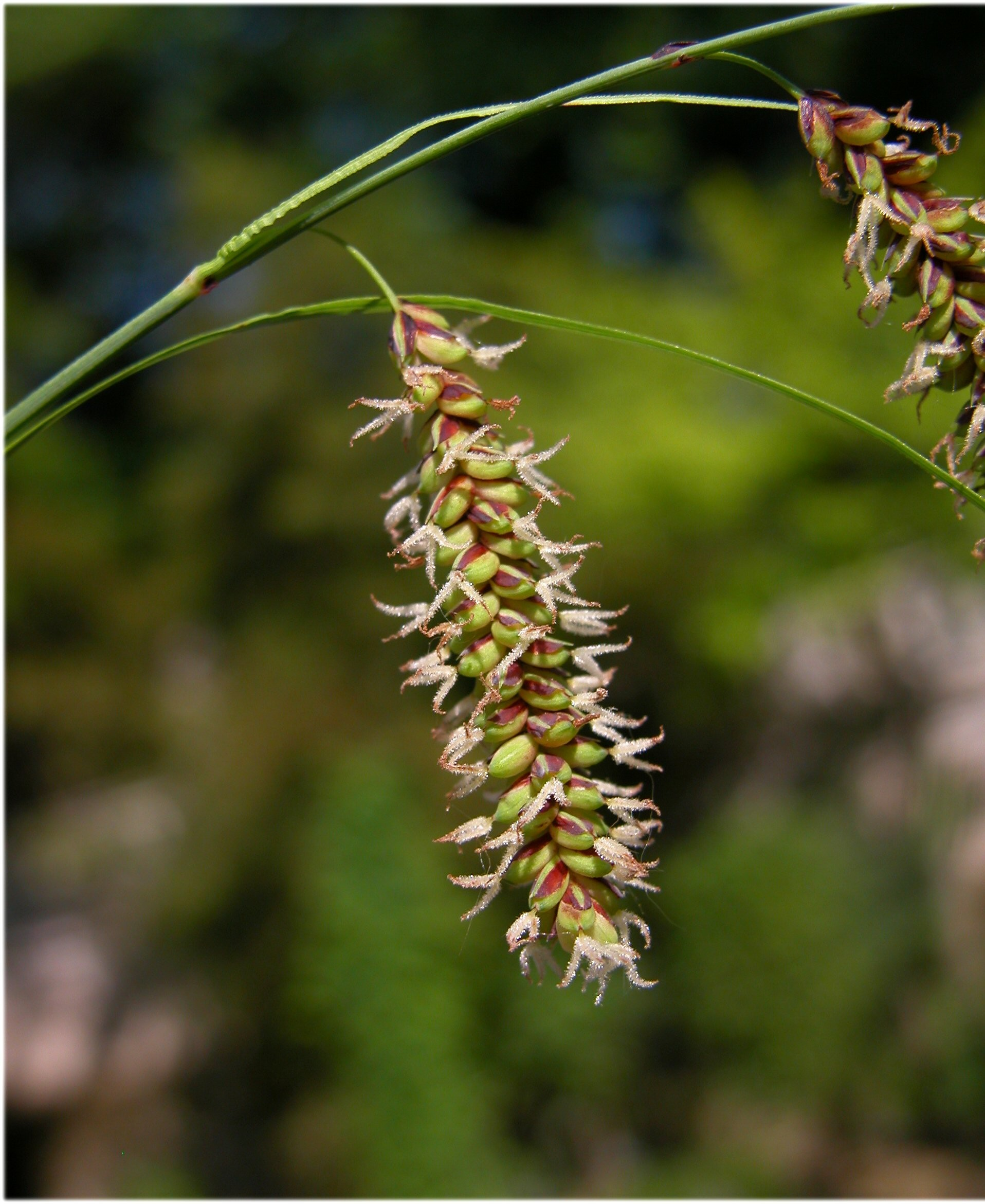
Weibliches Ährchen

### Vegetative Merkmale
Die Glatte Segge ist eine ausdauernde krautige Pflanze und erreicht Wuchshöhen von 50 bis 90, selten 120 Zentimetern. Sie bildet kurze Ausläufer. Die Stängel sind aufrecht oder aufsteigend, dreikantig, glatt, und tragen in der unteren Hälfte Blätter. Die grundständigen Blattscheiden sind glänzend gelb- bis hell-braun. Die hell-grünen, glatten Laubblätter sind teils über 10 Millimeter breit und kürzer als der Stängel. Das Blatthäutchen ist etwa 1 Zentimeter lang. Die Bauchscheidenwand hat ein trockenhäutiges Anhängsel.

### Generative Merkmale
Die Blütezeit liegt im April und Mai. Die Glatte Segge ist eine Verschiedenährige Segge. Ihr Blütenstand ist bis 30 Zentimeter lang und enthält ein, selten zwei, endständiges männliches Ährchen und drei oder vier seitliche weibliche Ährchen. Das männliche Ährchen ist kurz gestielt, 2 bis 6 Zentimeter lang und 2 bis 3 Millimeter breit. Die Spelzen der männlichen Blüten sind bei einer Länge von 4 bis 7 Millimetern sowie einer Breite von 1 bis 2 Millimetern länglich-lanzettlich, nach oben breiter und dadurch spatelförmig mit spitzem oberen Ende, blass-bräunlich, am Grund und an den Rändern weißhäutig. Die weiblichen Ährchen sind aufrecht, die unteren leicht nickend, dichtblütig und 2 bis 5 Zentimeter lang sowie 6 bis 7 Millimeter breit. Alle weiblichen Ährchen sind 2 bis 4 Zentimeter lang gestielt und stehen entfernt. Ihre Stiele sind zum Teil in den Scheiden der Hüllblätter verborgen. Das unterste Hüllblatt des Blütenstands hat eine bis 5 Zentimeter lange Scheide. Die Tragblätter der weiblichen Blüten sind rot-braun, haben einen grünen Mittelstreifen und sind weißhäutig berandet: sie sind bei einer Länge von 3 bis 4 Millimetern sowie einer Breite von 1 bis 2 Millimeter lanzettlich mit stachelspitzigem oberen Ende. Der Griffel trägt drei Narben.  Die Schläuche sind bei einer Länge von 4 bis 6 Millimetern eiförmig-lanzettlich, stumpf-dreikantig und allmählich nach oben in den 1,5 Millimeter langen, tief zweizähnigen Schnabel an den Rändern rauen Schnabel verschmälert; Sie sind deutlich längsnervig, gelb-grün bis hell-braun und rot gefleckt.
Die grau-braune Frucht ist bei einer Länge von etwa 2 Millimetern sowie einem Durchmesser von etwa 1 Millimeter eiförmig bis kugelig und scharf-dreikantig.
Die Chromosomenzahl beträgt 2n = 72.

## Vorkommen
Das Verbreitungsgebiet der Glatten Segge reicht von West- und Südwesteuropa bis Schottland und außerdem Süditalien bis Sizilien und das nordwestliche Marokko. Die Glatte Segge ist ein submeridionales bis temperates, euozeanisches Florenelement. Sie hat Vorkommen in den Ländern Marokko, Portugal, Spanien, Frankreich, Großbritannien, Irland, Belgien, den Niederlanden und Deutschland. Sie kommt aber nicht vor in Bulgarien, Griechenland, Sizilien und Korsika. Sie kommt vor allem in Westeuropa vor und reicht noch bis zur West-Eifel, Schneeeifel, Venn, Hunsrück, Westerwald und einem Vorkommen bei Düsseldorf.
Die Glatte Segge wächst in Erlenwäldern und Weidensümpfen. Sie ist pflanzensoziologisch eine Charakterart des Sphagno-Alnetum aus dem Verband Alnion. Sie kommt nur in tieferen Höhenlagen vor und steigt nicht über eine Höhenlage von 500 Meter auf.

## Taxonomie
Die Erstbeschreibung von  Carex laevigata erfolgte 1800 durch James Edward Smith in Transactions of the Linnean Society of London, Band 5, Seite 272. Synonyme für Carex laevigata Sm. sind:  Carex andalusica (H.Lindb.) A.W.Hill, Carex biligularis DC., Carex binervis Dewey nom. illeg., Carex flacciformis Hoffmanns. ex Kunth, Carex helodes subsp. andalusica H.Lindb., Carex helodes var. maurusia Font Quer & Maire, Carex longirostris Krock., Carex patula Schkuhr nom. illeg., Carex pendula subsp. welwitschii (Boiss. ex Steud.) K.Richt., Carex schraderi Willd., Carex welwitschii Boiss. ex Steud., Carex laevigata var. biligularis (DC.) Asch. & Graebn., Carex laevigata var. biligularis (DC.) Nyman, Carex laevigata var. maurusia (Font Quer & Maire) C.Vicioso, Carex laevigata var. welwitschii (Boiss. ex Steud.) Boott.